# Valongo do Vouga
Pour les articles homonymes, voir Valongo (homonymie).
Valongo do Vouga est une paroisse civile portugaise (en portugais : freguesia) de la municipalité d'Águeda dans le district d'Aveiro.

## Géographie
Malgré son nom, Valongo do Vouga n'est pas traversée par la Vouga, mais par un affluent du fleuve, le Marnel.

## Démographie
Lors du recensement de 2021, Valongo do Vouga compte 4 637 habitants.